# Death Cab for Cutie
Death Cab for Cutie er et band fra Bellingham, Washington i USA. De blev dannet i 1997. Bandets navn stammer fra en satirisk sang af samme navn spillet af Bonzo Dog Doo-Dah på deres album Gorilla fra 1967 og i Beatles-filmen Magical Mystery Tour. De har til dato udgivet 11 albums: You Can Play These Songs With Chords (1997,1999), Something about airplanes (1998), We have the facts and we're voting yes (2000), The photo album (2001), Transatlanticism (2003) og plans (2005), Narrow stairs (2008), Codes and Keys (2011), Kintsugi (2015), Thank You for Today (2018) og Asphalt Meadows i 2022. 
Efter at have fået et hit i undergrunden med kassettebåndet 'You Can Play These Songs' Chords' besluttede Gibbard at han ville udvide Death Cab For Cutie til et rigtigt band. Tre nye medlemmer blev rekrutteret. og i 1998 udkom debutalbummet 'Something About Airplanes', der blev mødt med åbne arme af indie-folket.
Album nummer to, 'We Have the Facts and We're Voting Yes' fulgte i 2000, men man skulle to udgivelser længere frem, før der for alvor kom hul igennem til verden. Året var 2004 og albumtitlen var 'Transatlanticism', der, som altid med Death Cab For Cutie, bød på skramlet og alternativ rock/pop med masser af underspillet følsomhed til både melankolske sjæle og til klyngen af håbløse romantikere med hjerterne ude på tøjet.
Efter denne mindeværdige udgivelse fik gigantiske Atlantic øje på gruppen og skrev efterfølgende kontrakt. Resultatet blev den storsælgende 'Plans', der udkom i 2005. På dette album var lyden mere renskuret end tidligere, selvom der dog stadig var skævheder nok tilbage i gruppen til at holde de kommercielle radiostationer lidt på afstand.